# Bulbophyllum werneri
Bulbophyllum werneri là một loài phong lan thuộc chi Bulbophyllum.